# Coppa di Finlandia 2015 (pallavolo maschile)
La Coppa di Finlandia 2015 si è svolta dal 6 al 7 febbraio 2016: al torneo hanno partecipato due squadre di club finlandesi e la vittoria finale è andata per la terza volta consecutiva al Kokkolan Tiikerit.

## Regolamento
Le squadre hanno disputato semifinali e finale.

## Squadre partecipanti
| Squadra           | Qualificazione                                       | Ultima partecipazione   |
| ----------------- | ---------------------------------------------------- | ----------------------- |
| Kokkolan Tiikerit | 1ª al primo round Lentopallon Mestaruusliiga 2015-16 | Coppa di Finlandia 2014 |
| LEKA              | 4ª al primo round Lentopallon Mestaruusliiga 2015-16 | Coppa di Finlandia 2014 |
| Hurrikaani-Loimaa | 2ª al primo round Lentopallon Mestaruusliiga 2015-16 | Coppa di Finlandia 2014 |
| Vammalan          | 3ª al primo round Lentopallon Mestaruusliiga 2015-16 | Coppa di Finlandia 2014 |

## Torneo

### Tabellone
|  | Semifinali | Semifinali        | Semifinali |                   |   | Finale            | Finale | Finale |  |
|  |            |                   |            |                   |   |                   |        |        |  |
|  | 1          | Kokkolan Tiikerit | 3          |                   |   |                   |        |        |  |
|  | 1          | Kokkolan Tiikerit | 3          |                   |   |                   |        |        |  |
|  | 3          | Vammalan          | 1          |                   |   |                   |        |        |  |
|  | 3          | Vammalan          | 1          |                   | 1 | Kokkolan Tiikerit | 3      |        |  |
|  |            |                   |            |                   | 1 | Kokkolan Tiikerit | 3      |        |  |
|  |            |                   | 2          | Hurrikaani-Loimaa | 1 |                   |        |        |  |
|  | 2          | Hurrikaani-Loimaa | 2          | Hurrikaani-Loimaa | 1 | 3                 |        |        |  |
|  | 2          | Hurrikaani-Loimaa |            |                   |   |                   |        |        |  |
|  | 4          | LEKA              | 0          |                   |   |                   |        |        |  |

### Risultati

#### Semifinali
| 6 febbraio 2016 Elenia Areena, Hämeenlinna Durata: ? - Spettatori: ? | Kokkolan Tiikerit | 3 - 1 | Vammalan | 25-20, 25-15, 20-25, 25-20 |
| 6 febbraio 2016 Elenia Areena, Hämeenlinna Durata: ? - Spettatori: ? | Hurrikaani-Loimaa | 3 - 0 | LEKA     | 25-14, 25-21, 30-28        |

#### Finale
| 7 febbraio 2016 Elenia Areena, Hämeenlinna Durata: ? - Spettatori: ? | Kokkolan Tiikerit | 3 - 1 | Hurrikaani-Loimaa | 22-25, 25-23, 25-19, 25-22 |